# ニンフォマニアック
『ニンフォマニアック』（Nymphomaniac、ポスターではNYMPH()MANIAC）は2013年の二部構成のデンマーク映画。
ラース・フォン・トリアーが監督・脚本を務めたこの作品は、2009年『アンチクライスト』、2011年『メランコリア』に続くトリアーの「鬱三部作」の最終作である。
前後編合わせて約5時間半ある『ディレクターズ・カット完全版』の前篇のプレミア上映は、2014年2月16日に第64回ベルリン映画祭で行われた。
2023年には、『ディレクターズ・カット完全版』が日本の劇場で初めて公開された。

## 概要
性的にむき出しのドラマであり、色情狂を自認する女ジョーの誕生から50歳までのエロスの旅をあつかう。
寒い冬の夜、年配の独身者セリグマンは裏路地でぶちのめされたジョーを見つける。セリグマンは彼女を家に連れ込んでケガの治療をし、彼女の人生について尋ねる。ジョーは高度にエロティックな人生についての淫欲にまみれた物語を8章にわたって語る。セリグマンは読書家でいろんな知識を持っている。彼はジョーの物語を、本で読んだことに関連付けてゆく。
Vol.1とVol.2で全8章の物語が描かれ、『Vol.1』では若いジョーをステイシー・マーティンが、『Vol.2』では後半生をシャルロット・ゲンズブールが演じる。
Vol.1
1. 「コンプリートアングラー」"The Compleat Angler"
2. 「ジェローム」"Jerôme"
3. 「ミセスH」 "Mrs. H"
4. 「せん妄」"Delirium"
5. 「リトル・オルガン・スクール」"The Little Organ School"

Vol.2
1. 「東方教会と西方教会（サイレントダック）」"The Eastern and the Western Church (The Silent Duck)"
2. 「鏡」"The Mirror"
3. 「銃」"The Gun"

## 出演者
- 主演
  - シャルロット・ゲンズブール：ジョー
  - ステラン・スカルスガルド：セリグマン
  - ステイシー・マーティン：若いジョー
  - シャイア・ラブーフ：ジェローム・モリス
  - クリスチャン・スレーター：ジョーの父
- Vol.1
  - ユマ・サーマン：ミセスH[4]。
  - ソフィー・ケネディ・クラーク： B
  - コニー・ニールセン：キャサリン（ジョーの母親）
  - ジェームズ・ノースコート：電車の中の若者1
  - チャーリー・G・ホーキンス：電車の中の若者2
  - イェンス・アルビヌス：S
  - フェリシティ・ギルバート：（秘書リズ）
  - イェスパー・クリステンセン：ジェロームの叔父
  - ヒューゴ・シュペーア：H氏
  - サイロン・メルヴィル：アンディ
  - サスキア・リーヴス：看護師
  - ニコラス・ブロ： F
  - クリスチャン·ガーデビヨ：G
- Vol.2
  - ジェイミー・ベル： K
  - ウィレム・デフォー： L
  - ミア・ゴス：P
  - ミカ・エルパ：年老いたジェローム
  - ジャン＝マルク・バール：借金取り
  - ウド・キアー：ウェイター
  - シャンティ・ルーニー：通訳
  - キャロライン・グッドール：心理学者
  - ケイト・アッシュフィールド：セラピスト
  - タニア・カーリン：ルネ
  - ダニエラ・ルバン：ブルネルダ
  - オマール・シャルガヴィ：ごろつき1
  - Marcus Jakovljevic：ごろつき2
  - Severin von Hoensbroech：債務者

## 製作費・興収
- 製作費：合計470万ドル（5億円）
- 興収 (Box office)：合計1300万ドル（13億円）
  - 『Vol.1』1022万ドル（10億円）
  - 『Vol.2』270万ドル（3億円）

## 評価
全般的にポジティブな批評が多い。
Rotten Tomatoesでは『Vol.1』が154レビューで支持率76%、点数6.9/10。
批評の総意：「暗くおかしい。恐れ知らずの大胆さ。根本的に寛容。トリアーは慣習を放棄し観客を挑発する」
一方『Vol.2』には、58のレビューが集まり、10点満点中6.4点の評価がつけられた。
Metacriticでは『Vol.1』64点。
「カイエ・デュ・シネマ」誌が選ぶ2014年の映画トップ10では、第6位を獲得。